# Miltochrista decussata
Miltochrista decussata là một loài bướm đêm thuộc phân họ Arctiinae, họ Erebidae.